# Miss Travestie België
Miss Travestie België is een travestie‑ of dragqueen‑verkiezing in België, jaarlijks gehouden in de Oudenaardese Salons Mantovani. Het geldt thans als de belangrijkste travestie‑verkiezing van de Benelux.

## Geschiedenis
De eerste Miss Travestie België werd in 2001 georganiseerd door Christophe Verschueren alias Miss Michelle, die het destijds de naam Miss Les Folles de Gand gaf, een verwijzing naar zijn eigen gezelschap. Bij die eerste verkiezing, die in Centrum Reinaert te Gent, gehouden werd, waren twee categorieën: een voor professionele travesties en een voor mannen die zich gewoon “eens wilden verkleden in een vrouw”. 
Om een groter publiek te bereiken veranderde Verschueren op advies van Sven Ornelis de naam van de show naar Miss Travestie België. En voor een betere uitstraling werd uitgeweken naar Discotheek The Lord in Schepdaal. De aandacht werd getrokken van de Tros TV-show van Ivo Niehe. Vanaf toen kwamen elk jaar bekende Vlamingen in de jury, waaronder Leen Demaré, Julie Taton, Jacques Vermeire, Jacky Lafon, Joyce De Troch, Véronique De Kock, Phaedra Hoste, Kelly Pfaff, Werner De Smedt, Guy Van Sande, Els Tibau...
Wegens plaatsgebrek verhuisde de show vanaf 2008 naar de Oudenaardese Salons Mantovani.
Verschuere introduceerde in 2010 met de Miss der Missen-verkiezing een extra categorie om het spektakel nog meer in de kijker te plaatsen: voormalige winnaressen namen het sindsdien jaarlijks tegen elkaar op. 
Hoewel de wedstrijd vanaf 2015 opengesteld was voor alle internationale travesties, was het in elk geval tot 2018 nog geen buitenlandse travestiet gelukt een prijs te bemachtigen binnen deze show.
Anno 2023 heeft de show de reputatie de belangrijkste van de Benelux te zijn voor wat betreft missverkiezingen. Dat jaar heeft de show tevens een primeur, omdat voor er het eerst een non-binaire genderneutrale kandidaat meedoet.

## Beschrijving
Tijdens de verkiezing geven de kandidates diverse acts, waarbij de nadruk ligt op opvallende kostuums, het playbacken van populaire nummers en het tonen van hun danstalent. Na afloop van de laatste act wijst de jury een winnaar aan. De samenstelling van de jury varieert jaarlijks. Enerzijds maken bekende travestieartiesten, zoals tot haar overlijden Dille (1951–2023) – een icoon binnen de travestiescène – deel uit van het panel. Anderzijds nemen ook mediapersoonlijkheden zitting in de jury, onder wie Jacky Lafon, Sergio en Jacques Vermeire hebben meegedaan.

## Lijst van winnaars
| Jaar | Winnaar (alter ego)              | 1e eredame (alter ego)     | 2e eredame (alter ego)         | Publiekslieveling (alter ego) | Ref.        |
| ---- | -------------------------------- | -------------------------- | ------------------------------ | ----------------------------- | ----------- |
| 2001 | Yorka                            |                            |                                |                               | [ 4 ]       |
| 2002 | Loulou Bijou                     |                            |                                |                               | [ 4 ]       |
| 2008 | Farah Night (Alain Bellon)       |                            |                                |                               | [ 5 ]       |
| 2013 | Sasha Ryan (Bryan Meuwis)        |                            |                                | Deena Jones                   | [ 6 ]       |
| 2014 | Danity Grace                     |                            |                                |                               | [ 7 ]       |
| 2016 | Miss Dina Delvaux (Kjell Baert)  |                            |                                |                               | [ 1 ]       |
| 2017 | Miss Stefany (Stef Braem)        | Starina (Jonathan Lievens) | Jinxy Bling (Dieter Vermeulen) | Miss Stefany (Stef Braem)     | [ 1 ] [ 8 ] |
| 2019 | Miss Thalia (Frederic Coosemans) |                            |                                |                               | [ 9 ]       |
| 2023 | Ashley Foxx                      |                            |                                |                               | [ 3 ]       |
| 2025 | Joanne Grace (Sean Van Diest)    | Xophia Von G               | Cherry Lizz                    | Cherry Lizz                   | [ 10 ]      |